# No Brakes
No Brakes es el nombre del segundo álbum de estudio grabado por el cantautor británico John Waite, publicado en 1984. Fue lanzado al mercado en Estados Unidos por EMI America Records. El álbum incluye su éxito mundial «Missing You», que más tarde fue versionado por Brooks & Dunn en su álbum de 1999 Tightrope, lanzado por Arista Records. No Brakes fue certificado de oro el 4 de septiembre de 1984.

## Lista de canciones
| N.º   | Título                  | Escritor(es)                              | Duración |  |
| 1.    | «Saturday Night»        | Gary Myrick, John Waite                   | 2:46     |  |
| 2.    | «Missing You»           | Mark Leonard, Chas Sandford, Waite        | 4:03     |  |
| 3.    | «Dark Side of the Sun»  | Jean Beauvoir                             | 3:57     |  |
| 4.    | «Restless Heart»        | Waite                                     | 4:27     |  |
| 5.    | «Tears»                 | Vinnie Cusano, Adam Mitchell              | 3:59     |  |
| 6.    | «Euroshima»             | Myrick, Waite                             | 5:05     |  |
| 7.    | «Dreamtime/Shake It Up» | Waite, Ivan Kral                          | 5:10     |  |
| 8.    | «For Your Love»         | Waite, Myrick, Donnie Nossov, Curly Smith | 3:38     |  |
| 9.    | «Love Collision»        | Waite, Myrick, Nossov, Smith              | 3:51     |  |
| 37:49 |                         |                                           |          |  |

- Datos: Q7044006